# Еврейский институт национальной безопасности Америки
Еврейский институт национальной безопасности Америки (англ. Jewish Institute for National Security of America, сокр. JINSA), ранее называвшийся «Еврейским институтом вопросов национальной безопасности» (англ. Jewish Institute for National Security Affairs) — базирующаяся в Вашингтоне некоммерческая организация и аналитический центр.

## История
JINSA была основана в 1976 году, через три года после войны Судного дня. Постепенно расширила проблематику, которой она занимается, включив в неё не только вопросы американо-израильских отношений, но и общие вопросы политики США в сфере национальной безопасности.
Исполнительным директором JINSA с 1989 по 1991 год была Шошана Брайен. Ей ставят в заслугу превращение JINSA из небольшого аналитического центра в крупного игрока на консервативной политической сцене Вашингтона. В 1991 году исполнительным директором стал Том Нойманн, проработавший в этой должности до 2012 года, после чего эту должность занял Ларри Гринфильд. В 2023 году ученый Майкл Маковский занял в JINSA должность генерального и исполнительного директора, перейдя в НКО из Центра двухпартийной политики, где ранее занимал должность директора по внешней политике с 2006 по 2013 год.
В 2012 году JINSA создала Латино-еврейский альянс для привлечения латиноамериканского сообщества США к вопросам обороны и безопасности Израиля.

## Политика
Одной из главных целей JINSA является укрепление военного сотрудничества между Израилем и США, в том числе, посредством сотрудничества с американским минобороны. Институт уделяет большое внимание военному потенциалу США и их тесному военному сотрудничеству с Израилем.
JINSA считается одним из самых известных и ведущих консервативных аналитических центров, известных своими ястребиными взглядами на внешнюю политику. Организация включает в свой консультативный совет как республиканцев, так и демократов.
С 2018 года JINSA выступает за заключение пакта о взаимной обороне между США и Израилем. В июле 2019 года институтом был разработан проект договора, который обсуждался во время встречи в декабре 2019 года между госсекретарем США Майком Помпео и премьер-министром Израиля Биньямином Нетаньяху. В сентябре 2023 года JINA возобновила кампанию за заключение оборонного пакта.
17 июня 2020 года JINSA опубликовала отчет, оценивший ситуацию как «критическую нехватку американского оружия, поставленного в Израиль», и призвала США пополнить свои запасы оружия в Израиле высокоточными боеприпасами.
20 марта 2023 года JINSA опубликовала открытое письмо, впервые опубликованное в The Hill, подписанное 44 отставными американскими генералами и адмиралами, призывающее Белый дом и Конгресс «немедленно предоставить Израилю современное оружие, необходимое для сдерживания и предотвращения нуклеаризации Ирана».
Институт поддержал политику президента Джорджа Буша в двух отношениях: отстаивая необходимость смены режима в Ираке, включая развитие тесных связей с Ахмадом Чалаби, и поддерживая американское финансирование иранских оппозиционных групп.
JINSA также поддержала Азербайджан в его вооружённом конфликте с Арменией, видя в этом средство ослабления Ирана. Президент JINSA Майкл Маковски заявил в беседе с послом Азербайджана в США: «Как бы то ни было, мы в JINSA считаем, что Америка имеет более прочные стратегические связи с Азербайджаном».